# クリスチャン・ヒップホップ
クリスチャン・ヒップホップ（Christian hip hop）とは、ラップのジャンルの1つである。別名「ゴスペル・ラップ」「クリスチャン・ラップ」とも呼ばれる。

## 概要
1980年代、オールドスクール・ヒップホップが流行していたシーンに登場した。アメリカ以外では、イギリス、カナダ、メキシコ、ブラジルなどにゴスペル・ラップ・シーンが育ちつつある。また、アメリカでは黒人、ラテン系、アジア系などがシーンの中心になり、マイノリティの力が大きくなってきている。
85年のスティーブン・ワイリー「バイブル・ブレイク」がそのルーツとされているが、メインのラップ・シーンでは、まったく注目されなかった。キリスト教徒人口が少ない日本においては、注目を浴びることはほとんどないが、後述するLecraeなどはアメリカ本国のクリスチャンの間で人気がある。
ギャングスタや性的逸脱などと結びつけられがちなヒップホップにおいて、聖書やイエス・キリストの教えに基づいた教訓が含まれており、全体的に道徳的な歌詞が多い。また、過去に犯した犯罪を神に懺悔する歌詞や、犯罪に走るギャング達へ更生のメッセージを込めた歌詞なども存在する。ただし、ギャングスタ・ゴスペルという変種のグループも活動している。

## 代表的アーティスト
代表的なアーティストとして、これまで三度のゴールドディスクを獲得しているトビーマックなどがいる。Lecraeなどは、サザン・ヒップホップ黎明期から活動しており、有名ミュージシャンとの共演も多い。
その他にもP.O.D.、マナフェスト などのアーティストがいる。